# Новый Источник
Новый Источник — посёлок в Вологодском районе Вологодской области.
Входит в состав Сосновского сельского поселения, с точки зрения административно-территориального деления — в Сосновский сельсовет.
Расстояние по автодороге до районного центра Вологды — 25,5 км, до центра муниципального образования Сосновки — 6 км. Ближайшие населённые пункты — Корюкино, Терпелка, Ерофейка, Авдотьино, Лапач, Стризнево, Руново, Меники, Чернухино.
По переписи 2002 года население — 449 человек (198 мужчин, 251 женщина). Преобладающая национальность — русские (96 %).